# Divaldo Pereira Franco
Divaldo Pereira Franco, conosciuto anche come Divaldo Franco o semplicemente Divaldo, (Feira de Santana, 5 maggio 1927 – Salvador, 13 maggio 2025), è stato uno scrittore, sensitivo e filantropo brasiliano.
Oratore della Dottrina Spiritica dal 1952, fondò assieme a Nilson de Souza Pereira la casa di assistenza per bambini di strada "Mansão do Caminho" a Salvador di Bahia.

## Biografia
Frequentò le scuole di Feira de Santana, dove conseguì il diploma di Professore Primario il 1943. Rimasto scosso dalla morte dei suoi due fratelli maggiori, conobbe Ana Ribeiro Borges, che lo introdusse alla Dottrina Spiritica. Iniziò a dedicarsi allo studio dello Spiritismo e nel 1945 si trasferì a Salvador dove trovò impiego come segretario presso l'Istituto di Previdenza e Assistenza dei Servitori dello Stato di Bahia - IPASE. In Brasile, il 7 settembre 1947, fondò il Centro Spiritista Caminho da Redenção - CECR.
Scrisse insieme con Celeste Santos il libro A Veneranda Joanna de Ângelis (Salvador: LEAL, 1987), biografia sua e della sua mentore spirituale, Joanna de Angelis.
Franco sosteneva di possedere fin da giovane facoltà medianiche tra cui la psicografia.
Nel 1964 Joanna de Angelis avrebbe selezionato alcuni suoi messaggi affinché venissero pubblicati in un libro, che ricevette il titolo di Messe de Amor. Fu il primo libro di Franco ad essere pubblicato. Seguì Filigranas de Luz, che Franco sostenne essergli stato «dettato» dallo spirito di Rabindranath Tagore. Da allora Franco pubblicò 240 libri («opere psicografate»), tradotti in quindici lingue, presentando duecentoundici cosiddetti «autori spirituali»: Joanna de Angelis, Manoel Philomeno de Miranda, Victor Hugo, Amelia Rodrigues, Vianna de Carvalho, Carlos Torres Pastorino, Bezerra de Menezes, Rabindranath Tagore.